# Su-35戰鬥機
苏-35战斗机（Сухой Су-35，北約代號：Flanker-E）是俄羅斯製的多用途戰鬥機，在戰機世代上歸類於四代半戰鬥機；具有高航程、多用途、空優、對地攻擊等特性。本機為蘇聯時期開發的苏-27所延續出的升級版本，為當前俄製苏-27衍生系列中具有最高性能的機型。

## 發展歷史
苏-27问世后，存在空对地能力非常薄弱，只能使用非制导武器的缺点。因此，早在20世纪80年代初，苏霍伊设计局的尼古拉·尼基京率领一个研制小组，开始研究将苏-27改为先进的多用途战斗机，希望其综合作战性能优于截击机、歼击机和攻击机，从而弥补或替代已经在苏联空军中服役的苏-27S战斗机。从设计角度来看，这是一个十分苛刻的要求，因为按照多用途设计的战斗机在许多方面根本无法超过任何一种单一用途的作战飞机。苏-27M战斗机需要同时配备适合于空中作战和攻击导航的航空电子设备，携带激光或电视制导的智能弹药来攻击地面目标，此外还要求采用一种先进的电传操纵系统来实现超机动性。于是，苏-27M安装了鸭翼和增加燃油的“湿”垂直尾翼，加装各种新设备，这意味着直接增加战斗机的空重，相应地降低了作战性能。苏霍伊设计局认为，重量增加的问题有可能通过改进后的AL-31FM或AL-35发动机来解决，同时还可以通过采用复合材料和铝合金来减轻重量。1983年12月29日，苏-27M计划获得苏联军方批准。1985年，苏霍伊设计局完成了对苏-27M的概念设计。
实际上，苏-27M战斗机与其说是苏-27S的多用途型，不如说是一系列技术优化的验证机。苏-27M总共改装和生产了16架，包括5架用苏-27S改装的原型机、2架静力试验机、6架预生产型和3架量产型。这个系列中的第一架是被命名为T-10M-1，早在1988年6月28日就已实现首飞。它与苏-27S之间的区别不大，只是增加了空中加油探管和采用了新型玻璃化座舱。

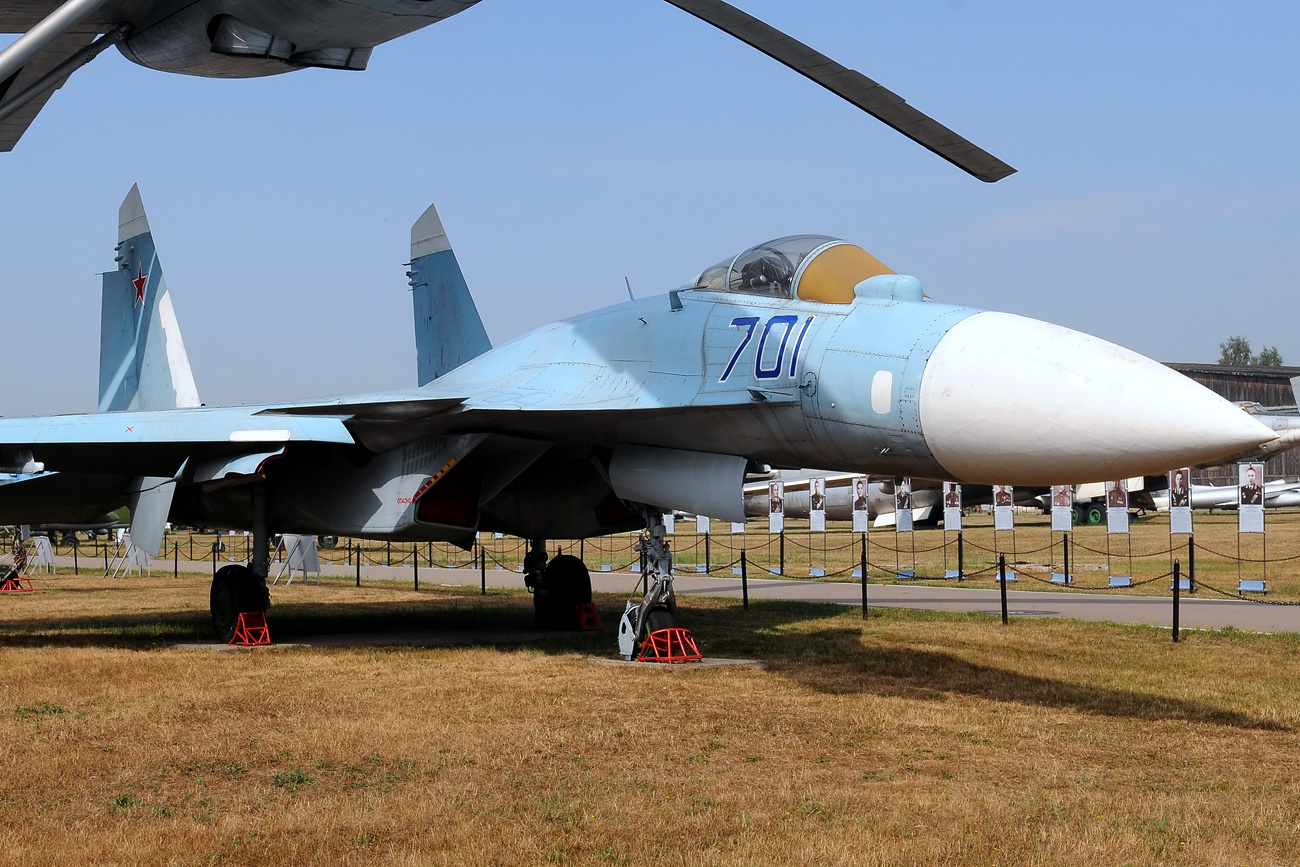
苏-27M 第一台實驗機 T-10M-1，攝於俄羅斯莫斯科中央空軍博物館。

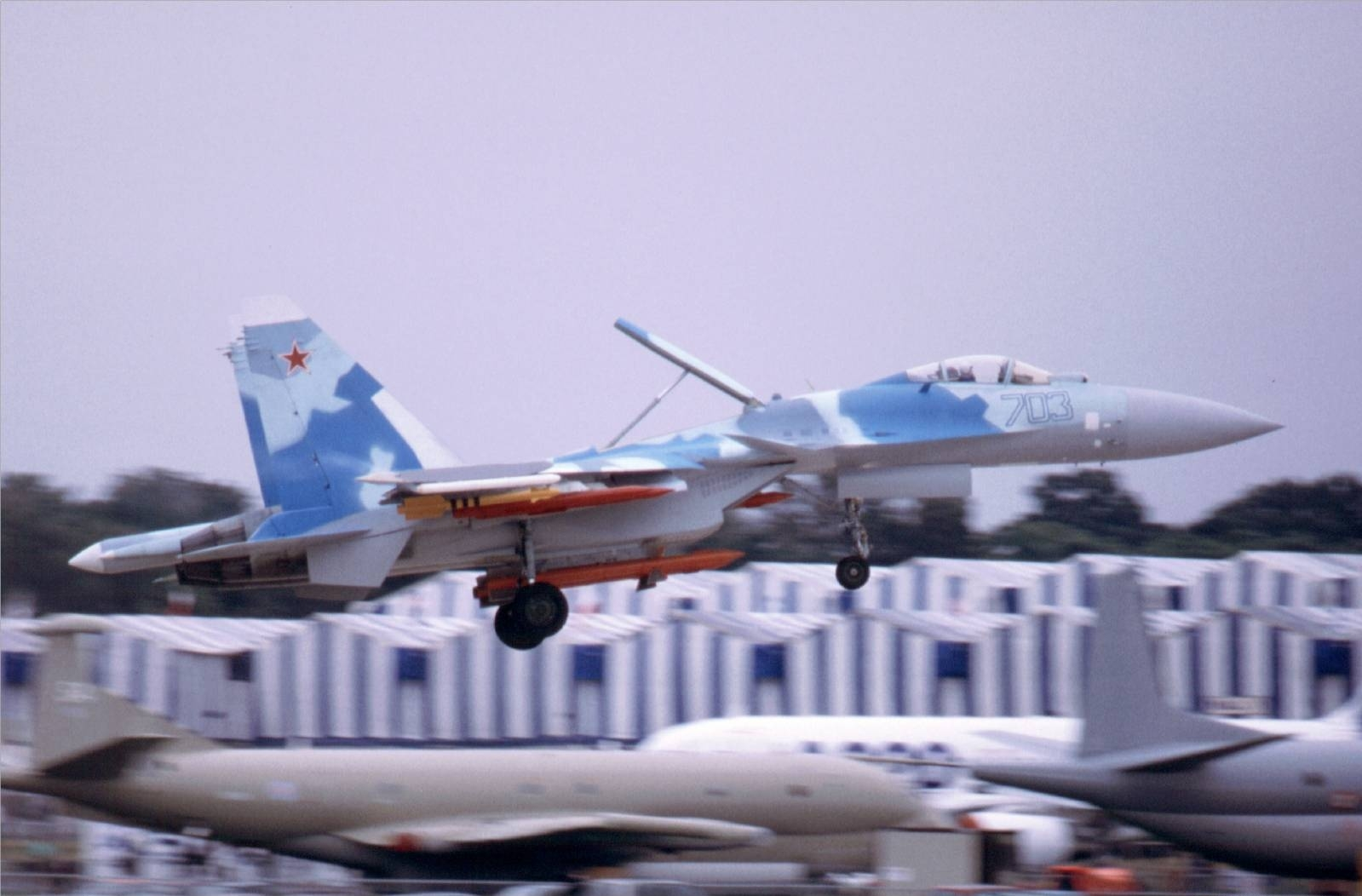
苏-27M 第三台實驗機 T-10M-3，攝於1994年范堡罗航展。留意其垂直尾翼的頂端已由蘇-27戰鬥機的切尖式設計改為平直設計。

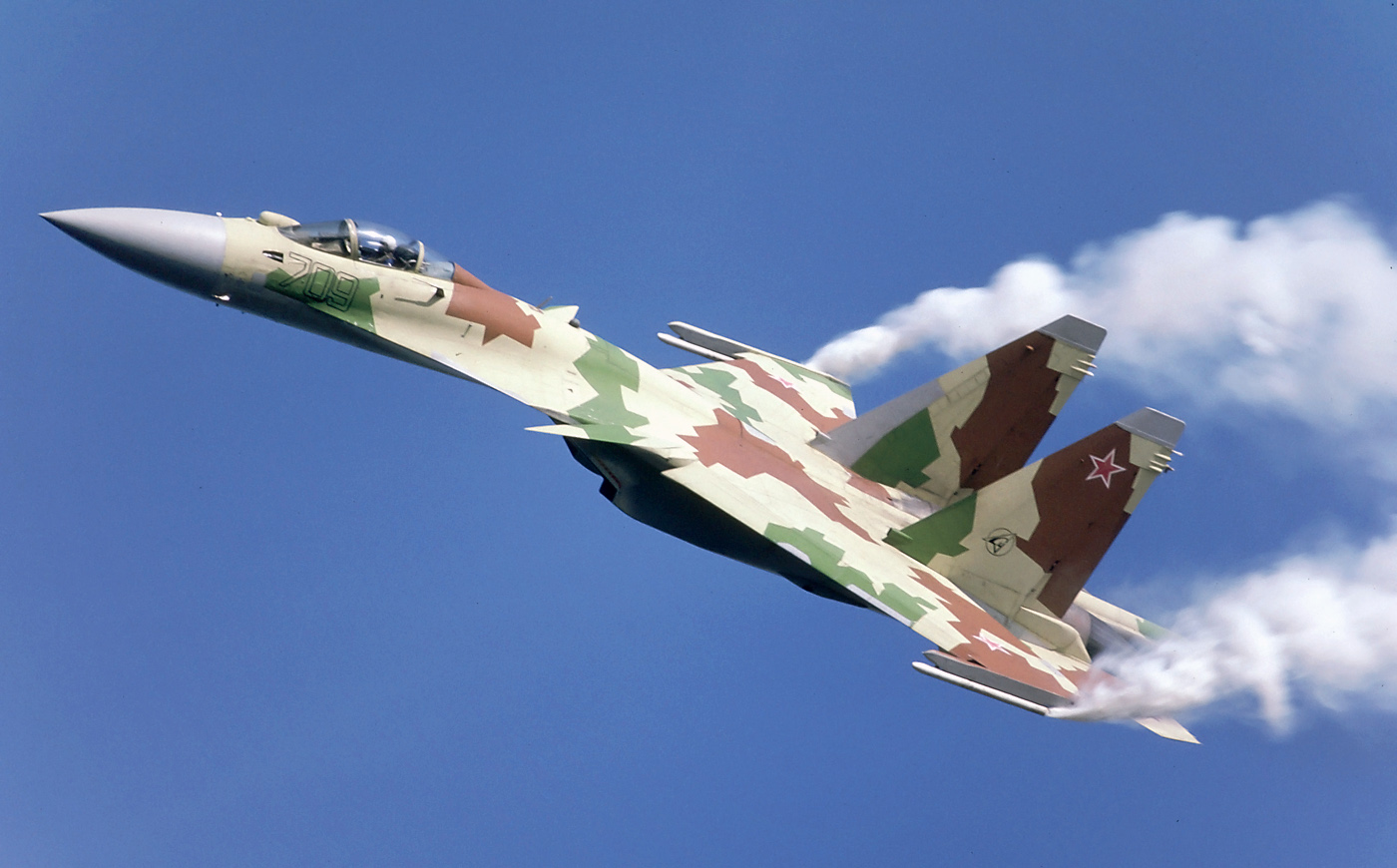
早期發展的蘇-35（709號機，即苏-27M第九台實驗機）飛行中。注意與後來在2008年首飛及重新設計的蘇-35BM/蘇-35S所不同，早期版本的蘇-35於機身前部裝有鴨翼，以從其氣動方式上的改進達至增加飛行機動性的手段。

针对出口需要，苏霍伊设计局将这种型号命名为苏-35。1992年，T-10M-3原型机在英国范堡罗航展上公开并进行飞行表演。当时，总设计师西蒙诺夫在新闻发布会上乐观地表示，苏-35战斗机有可能在1995年正式投入生产。1996年，3架量产型苏-35陆续交付给契卡洛夫国家试飞中心，期望赢得俄罗斯空军的青睐。事与愿违，1992-2002年期间，苏-35并未取得任何订单，因此苏霍伊设计局于2002年开始了一项新的开发计划，即T-10BM，尽管新旧型号间存在显著差异，但新型号仍然沿用了苏-35的名称，后命名为苏-35S。
值得注意的是编号711的苏-37战斗机（T-10M-11），该机的最特别之处在于采用了具有推力矢量的AL-31FU发动机，同时还采用了由3个多功能显示器组成的先进“玻璃”座舱、侧杆操纵和非移动的压敏型油门杆。苏-37战斗机在1996年4月2日首飞，当年9月在范堡罗航展上表演了令人眼花缭乱的超机动动作。苏-37战斗机使用的AL-31FU推力矢量发动机是原型机，矢量喷管的工作寿命十分有限，因此，该机又重新换装了AL-31F发动机，借助于新型航空电子设备和新型电传操纵系统，仍然具备了同样的超机动能力。此后，苏-37的名称不再使用，711号原型机也于2002年12月19日在一次事故中坠毁。
苏-35比起苏-27、苏-30、苏-33都有更大機翼和引擎。更大的機鼻，更多碳纖維複合材料和鋁鋰合金機身，更大機身，更大方形尾翼。新的鼻錐中有被動式電子掃描陣列雷達和其他高科技的航電系統升級，包含數位線傳飛控和可以往後方發射飛彈的半主動雷達導引飛彈。
二維向量推力系統也是首次於苏-35上測試，其基於苏-37專案的研發成果。新的3D向量推力引擎稱為117S，是為了替換現有AL-35或AL-31F引擎而研發。
苏-35雷達平均輸出5kW到20kW之間。

## 型號
苏-27M初始的蘇-27戰鬥機改進型計劃及其一系列的實驗機
苏-35早期型，即苏-27M。
苏-35UB雙座版和教練機，垂直尾翼和前段機身很像苏-30。
苏-35BM/苏-35S2008年首飛的大幅改進型，发展自苏-27SM而非早期型苏-35，曾非正式地被命名为T-10BM和苏-27SM2，取消了前翼及機背上的減速板，改用AL-41發動機，進氣道擴大，新增空中加油管，被動相位陣列雷達，航電及座艙設備亦全面升級，同時加裝後視雷達可向後方發射半主動雷達導引飛彈。2016年901號原型機被發現於露天存放於格羅莫夫試飛院。
苏-35SK苏-35S出口中国的型号
苏-35SE苏-35S出口埃及的型号，后埃及违约未接收，出口至阿尔及利亚

## 使用國
- 俄羅斯[14]
  - 俄羅斯空軍：空軍訂購總數達128架苏-35S，截至2021年已接收其中98架戰機[1]。初期所有機材均隸屬第3空防司令部，分別駐紮於近俄中邊界兩個軍用機場；而在後期生產的機材，則主要駐紮於俄國西部及敘利亞赫梅米姆空軍基地。2023年11月，俄罗斯国家技术集团向俄军交付新一批苏-35S战机。[15]

- 中国
  - 中國人民解放軍空軍：訂購24架苏-35SK，於2018年完成全數交付[2]。所有機材均隸屬南部战区空军空6旅，駐地為廣東湛江遂溪縣。

- 阿尔及利亚
  - 阿爾及利亞空军：24架苏-35SE[12][13]

- 伊朗
  - 伊朗空军[16]

### 潛在買家/未成訂單
- - 朝鲜人民军航空与反航空军：綜合外電未證實報導，朝鮮以派兵介入俄羅斯入侵烏克蘭以換取24—36架蘇（Su）-35 戰機[17]。

- 埃及
  - 埃及空軍：2018年底订购了24架苏-35SE，原計畫2020年开始交付，2022年全部交付完毕。2020年，埃及空军飞行员开始上机训练。但美国引用《以制裁反击美国敌人法案》，要挟埃及空军必须放弃这批飞机，否则就要对埃及進行二级制裁[11]，2022年1月，埃及支付违约金正式取消合同，当时共青城“加加林”厂区起飞的苏-35SE依然维持着埃及空军的灰蓝色迷彩涂装，但位于垂尾上的战术编号已经被擦除。

- 印度尼西亞
  - 印尼空軍：2015年印尼表示有意訂購16架苏-35以替換老化的F-5戰鬥機[18][19][20]，2018年中簽約訂購11架苏-35，準備装备给东爪哇省伊斯瓦迪尤空军基地的第14中队，以保卫泗水。2020年3月12日彭博社報導印尼由於美國的壓力而取消了該交易。2020年3月18日，印度尼西亞國防部副部長薩克蒂·瓦尤（Sakti Wahyu Trenggono）表示，儘管政府面臨未知的「障礙」，但並未撤銷苏-35採購。2021年印尼空軍宣布新戰機的採購方向以F-15EX與飆風戰機為候補[21]，側面證實了苏-35訂單遭擱置。2022年2月印尼與法國簽約採購42架飆風戰機，合約總值高達81億美金[22]。及後，美國於同月亦批准印尼採購F-15EX戰鬥轟炸機[23]，並於翌年正式下訂24架。

## 苏-35與中國人民解放軍空軍
《漢和防務評論》揭露中俄於「確認協議」（Clearance Agreement）中協議交易24架苏-35，部分評論認為中華人民共和國訂購苏-35的動機主要是希望機上發動機的技術，以進一步推進自製軍用機的研製，但此協議中並不包含技術轉移。
2015年6月19日，美國《國家利益》雙月刊網站報導，俄羅斯聯合航空製造公司總裁尤里·斯柳薩里在巴黎航展上對記者說：計劃與中華人民共和國簽訂出售24架苏-35的合約。部分評論認為，俄羅斯立場最终軟化同意只訂購24架，而非先前要求的48架，與2015年4月J-11D首飛有關，但也有評論認為，即使J-11D的主動電子掃描陣列雷達在性能上超苏u-35S的被動電子掃描陣列雷達，苏-35S也可以藉本身優越的向量推力引擎性能獲得解放軍空軍的青睞。
2015年11月19日俄羅斯「衛星新聞網」援引《生意人報》報導雙方簽署了24架苏-35的合約。俄罗斯國家工業和科技集團(Rostec)總經理謝爾蓋·切梅佐夫證實此事。但2018年5月24日，俄羅斯國家技術集團公司在聖彼得堡國際經濟論壇（SPIEF）表示，2015年簽署的24架苏-35S合約價值約25億美元。
2016年12月25日，蘇-35SK首批4架裝備交付解放軍。
2017年5月媒體報導，南部戰區空軍某部苏-35S翼尖攜帶新型電戰莢艙首次曝光，研判為L-265 Khibiny-M電戰莢艙；同年有俄羅斯媒體報導，中華人民共和國為苏-35S訂購30套價值5400萬美元（單套180萬美金）的L-265 Khibiny-M電戰莢艙。
2017年9月，有媒體報導俄羅斯同意向中國出口400具苏-35S配套的F-117S向量推力發動機。”
2017年11月媒體報導，俄罗斯最近交付的14架苏-35已抵達中國，剩下的10架將於2018年交付。
2018年時任中国国防部装备发展部因购买俄罗斯苏霍伊 Su-35 战斗机而受到美国制裁。

## 服役記錄

### 俄羅斯
- 2016年1月30日，叙利亚内战期间，俄罗斯在叙利亚拉塔基亚部署了4架苏-35S型战机。俄军总参谋部军官称俄军决定在战斗条件下，对苏-35进行测试。[33][34][35]
- 2022年11月30日，在俄中「東京急行」巡航行動期間，俄方除了派出轟炸機，亦同時派出苏-30战斗机及苏-35C戰鬥機伴飛[36]。
- 2023年3月20日，美軍兩架B-52H轟炸機飛入波羅的海近俄國領空，俄軍隨即派出苏-35升空攔截[37]。

#### 俄羅斯入侵烏克蘭
- 2022年3月6日，SU-35在尼古拉耶夫战役進行其間擊落了兩架Mi-8直升機和一架Su-25攻擊機。.. Aviation Safety Network.

- 2022年4月3日，一架SU-35在伊久姆區域進行對敵防空壓制任務時被烏克蘭防空導彈擊落，飛行員跳傘被俘。這是俄軍第一架在這場戰爭被擊落的SU-35。[38]

- 2022年5月7日，一架Mi-14直昇機在敖德薩附近被SU-35擊落。[39]

- 2022年7月19日，烏克蘭空軍司令部宣稱烏克蘭武裝部隊在赫爾松州新卡霍夫卡地區擊落一架俄羅斯苏-35戰機。然而，有關消息要到翌年3月，才通過墜機現場照片確認[40]。

- 2023年5月13日，俄軍一架苏-34、苏-35戰機與兩架Mi-8直升機於同一日在烏俄邊境的布良斯克州遭擊落，對此烏克蘭官方並未即時作出回應。[41]至同年11月，烏軍證實四架飛機均被愛國者三型導彈擊落，所有飛行員當場身亡[42]。

- 2025年6月7日，一架苏-35在庫斯克地區被烏克蘭空軍擊落。[43]

### 中華人民共和國
- 2018年2月7日，中國人民解放軍空軍發布消息證實苏-35赴南海参加聯合戰鬥巡航任务[44]；同年4月的央視軍事頻道報導《中国空军多型战机成体系连续“绕岛巡航”》中，展示了苏-35在東海與空警-2000、空警-500及轟-6K等一同進行繞臺巡航的畫面[45]；5月11日首次證實苏-35参與繞島巡航[46]。
- 2022年8月2日，由於美國眾議院議長佩洛西訪台，中國人民解放軍旋即宣布将於台灣附近6块海空域進行軍演以示反对，而央視屬下账号“玉渊谭天”在佩洛西甫一抵达台湾时便宣布消息，称解放军空軍已经派出苏-35飛越台灣海峽。[47]。其後，中华民国國防部稱上述說法與事實不符[48][49]。

## 圖集

苏-35于2013年巴黎国际航空航天展飞行表演。

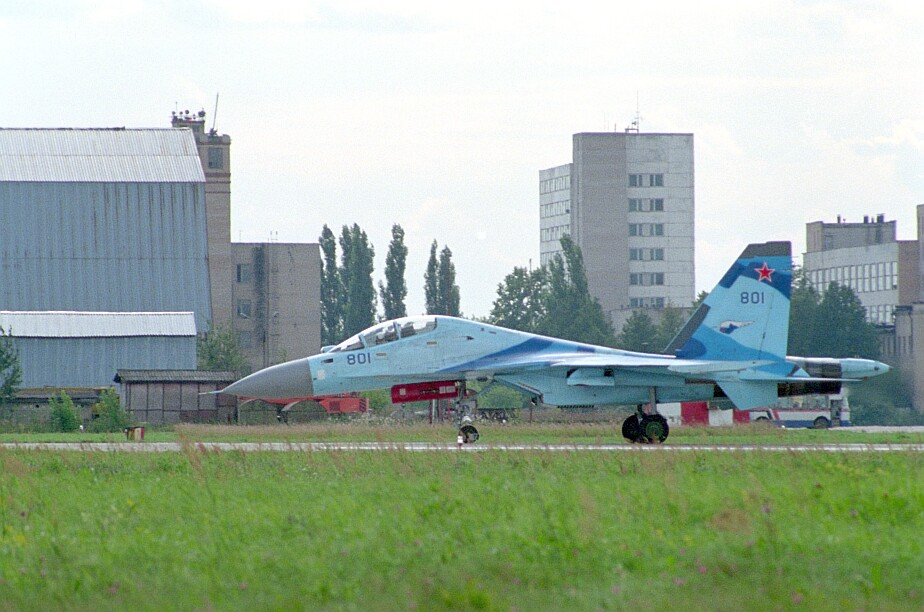
苏-35UB
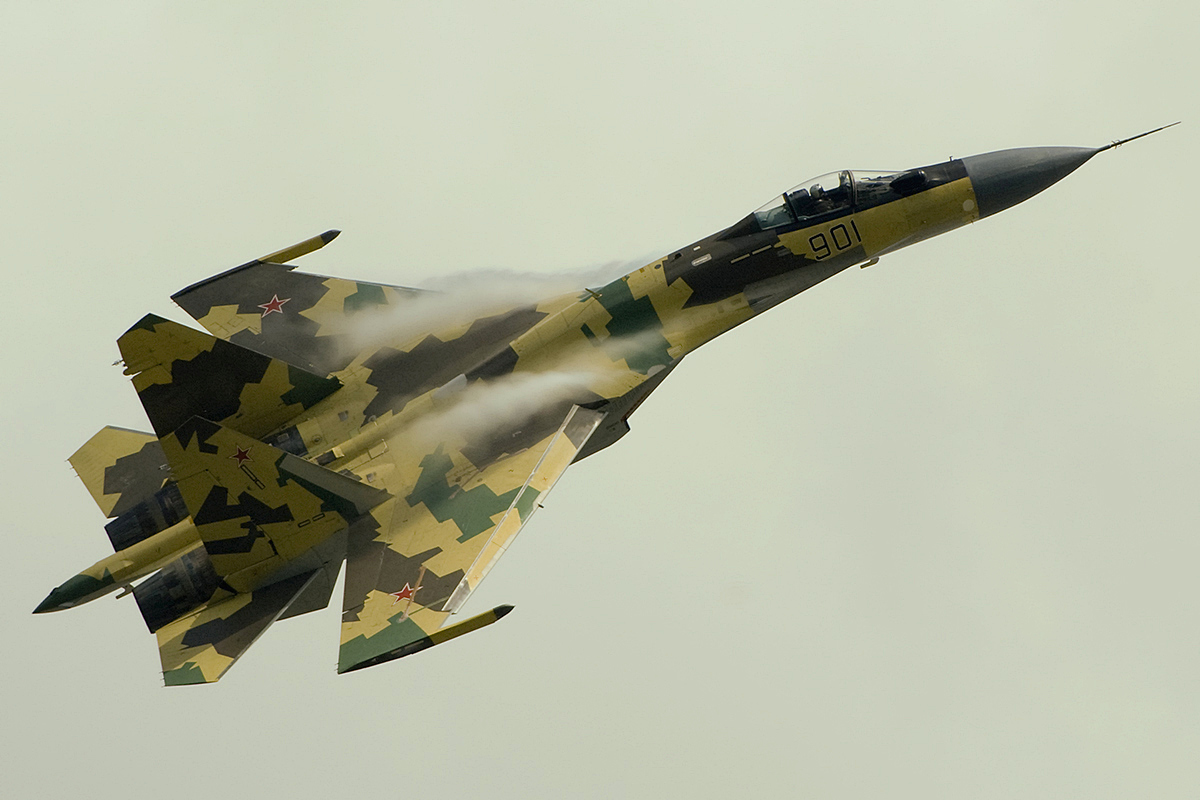
苏-35BM
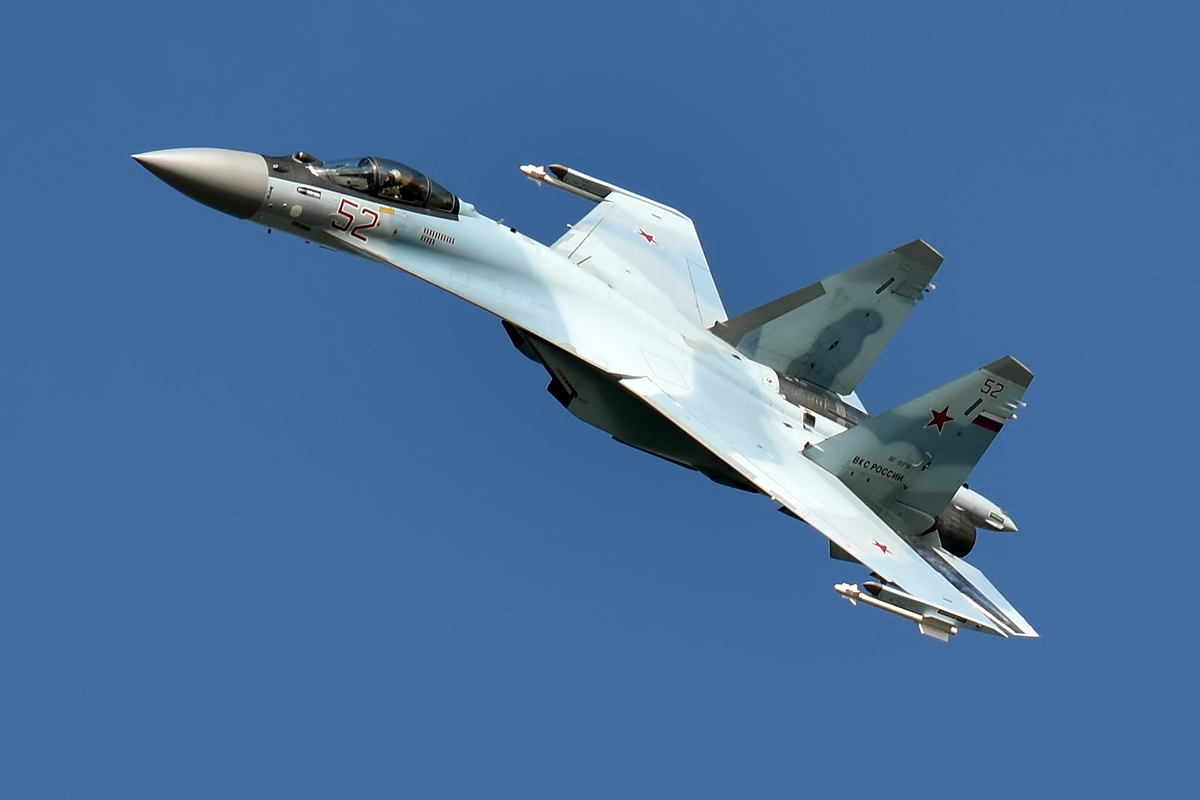
苏-35S
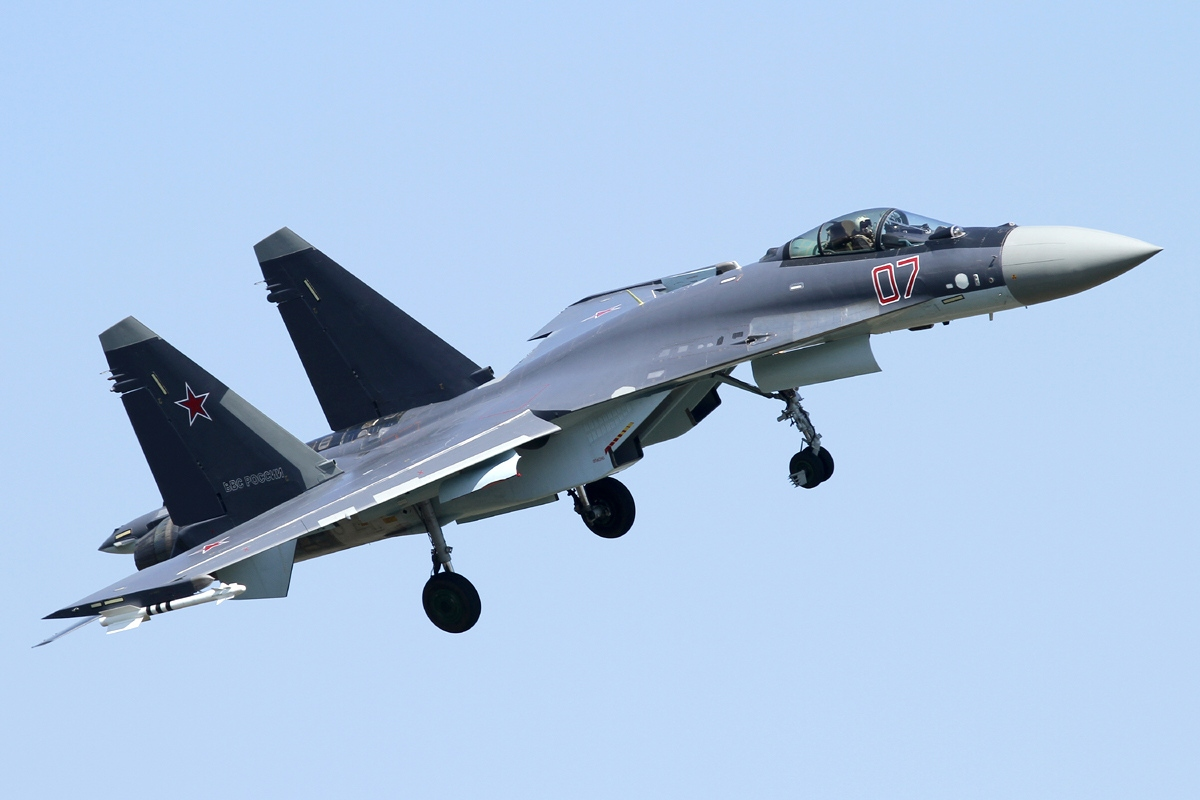
苏-35S
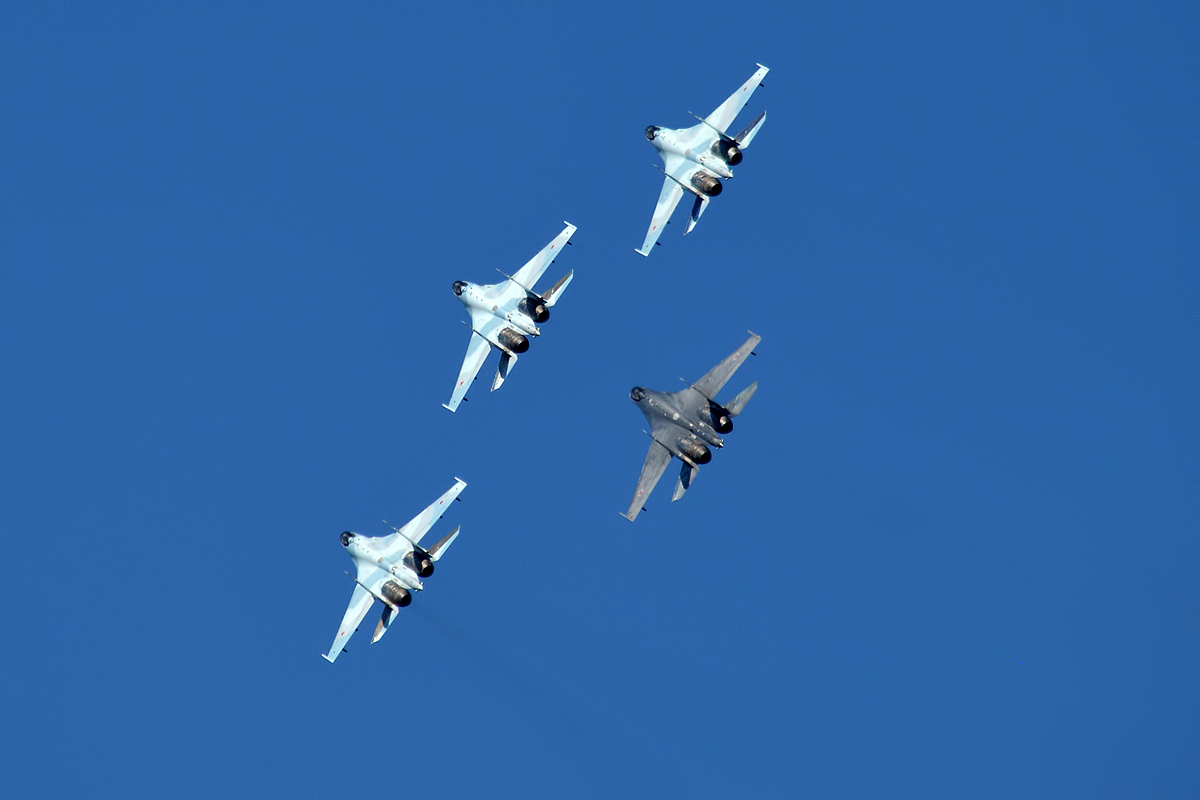
苏-35S
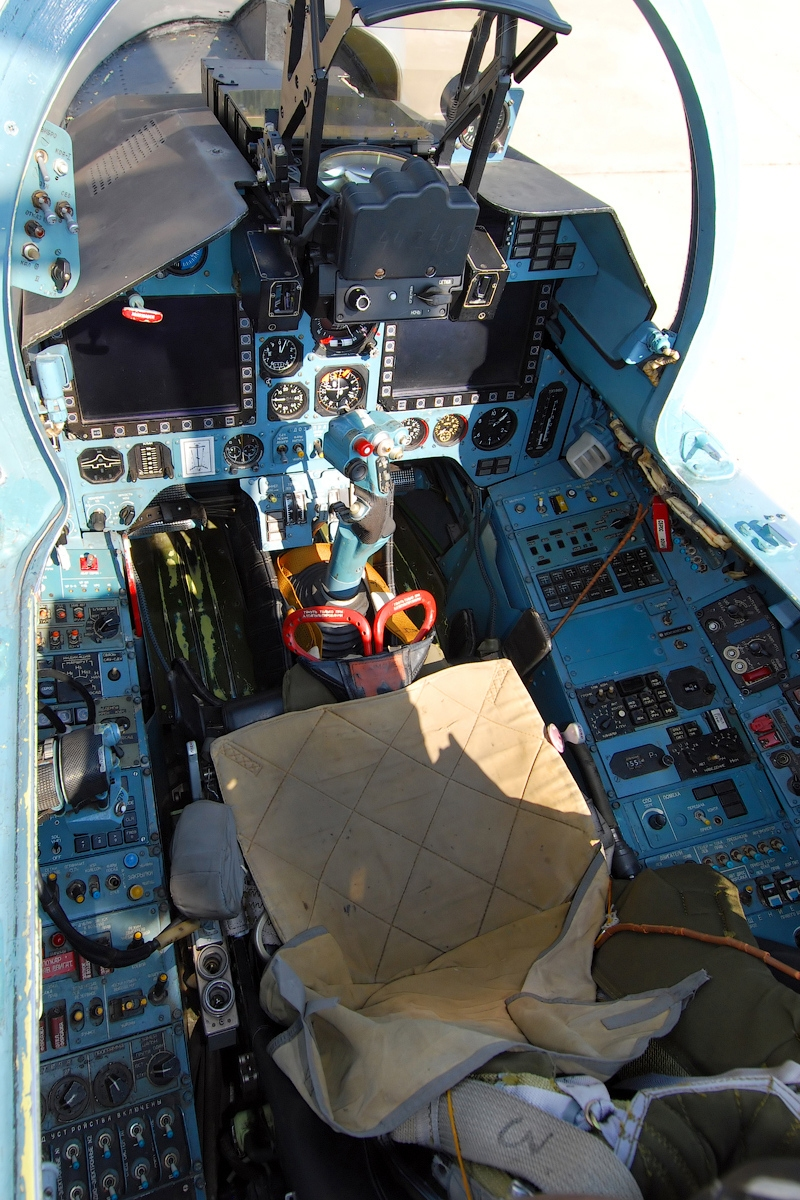
苏-35的數位儀表

## 参見
相关开发
- 苏-27
- 苏-30
- 苏-33
- 苏-34
- 苏-37
- 苏-57

类似型号
- 米格1.44
- 苏-47
- 幻象4000
- F-15
- 歼-11

### 引用
1. 1 2  .   [2022-07-12]. （原始内容存档于2022-07-12）.
2. 1 2  .   [2020-06-17]. （原始内容存档于2020-06-10）.
3. ↑  .   [2022-07-12]. （原始内容存档于2021-07-10）.
4. ↑  .   [2008-02-09]. （原始内容存档于2006-10-21）.
5. ↑  宁波,朱汉东,余海河. . 航空科学技术. 2003年, (03期): 35–37. （原始内容存档于2014-10-19）.
6. 1 2 3  . 爱空军.   [2024-10-05]. （原始内容存档于2024-10-05）.
7. ↑  . MILAVIA. 2009-04-11  [2025-06-20]. （原始内容存档于2025-06-20）.
8. ↑  Analysis: China seeks new Russian technology （页面存档备份，存于） Retrieved: 24 November 2007.
9. ↑  .   [2008-02-09]. （原始内容存档于2008-09-29）.
10. ↑  高飞. . 航空模型. 2021, (8): 52–53  [2022-12-31].
11. 1 2  楊幼蘭. .
12. 1 2  Thomas Newdick. . The War Zone. 2025-04-09  [2025-04-21]. （原始内容存档于2025-04-21）.
13. 1 2  蒋蒋烽火谈. . 腾讯新闻. 2025-04-11  [2025-04-11].
14. ↑  . on.cc東網. 2023-08-15  [2023-08-14]. （原始内容存档于2023-08-14） （中文（香港））.
15. ↑  . 新闻频道_央视网(cctv.com). 2023-11-24  [2023-11-25]. （原始内容存档于2023-11-25） （中文）.
16. ↑  . Yahoo News. 2025-01-31  [2025-01-31]. （原始内容存档于2025-02-01） （中文（臺灣））.
17. ↑  楊幼蘭. .
18. ↑  Grevatt, Jon. . IHS Jane's 360. 2015-09-02  [2015-09-12]. （原始内容存档于2015-09-07）.
19. ↑  .   [2016-01-26]. （原始内容存档于2017-08-07）.
20. ↑  .   [2016-01-26]. （原始内容存档于2015-10-30）.
21. ↑  .   [2021-03-31]. （原始内容存档于2021-04-18）.
22. ↑  .   [2022-03-29]. （原始内容存档于2022-05-05）.
23. ↑  . 中時新聞網.   [2022-02-10]. （原始内容存档于2022-03-09） （中文（臺灣））.
24. ↑  .   [2013-03-16]. （原始内容存档于2013-04-22）.
25. ↑  .   [2015-06-21]. （原始内容存档于2015-06-21）.
26. ↑  .   [2015-06-22]. （原始内容存档于2015-06-22）.
27. ↑  .   [2015-11-20]. （原始内容存档于2015-11-20）.
28. 1 2  .   [2018-05-31]. （原始内容存档于2018-06-03）.
29. ↑  .   [2017-05-23]. （原始内容存档于2017-06-05）.
30. ↑  .   [2017-09-05]. （原始内容存档于2017-09-05）.
31. ↑  .   [2017-11-07]. （原始内容存档于2017-11-07）.
32. ↑  . 美国之音. 2024-06-29  [2024-06-29]. （原始内容存档于2024-10-01） （中文）.
33. ↑  .   [2016-02-11]. （原始内容存档于2016-02-15）.
34. ↑  . РБК.   [2016-02-01]. （原始内容存档于2016-02-01）.
35. ↑  .   [2016-02-29]. （原始内容存档于2016-03-07）.
36. ↑  . 自由時報. 2022-11-30  [2022-12-01]. （原始内容存档于2022-12-02）.
37. ↑  . 香港01. 2023-03-21  [2023-03-21]. （原始内容存档于2023-04-09）.
38. ↑  . The Aviationist.
39. ↑  . The EurAsian Times.
40. ↑  Malyasov, Dylan. . 2023-02-08  [2023-03-16]. （原始内容存档于2023-04-05）.
41. ↑  .   [2023-05-16]. （原始内容存档于2023-05-24）.
42. ↑  . Novynarnia. 2023-11-27  [2023-12-11]. （原始内容存档于2024-03-01）.
43. ↑  . Defense Express Media& Consulting Company.
44. ↑  .   [2018-02-07]. （原始内容存档于2018-02-07）.
45. ↑  .   [2018-04-23]. （原始内容存档于2018-04-24）.
46. ↑  .   [2018-05-12]. （原始内容存档于2018-05-13）.
47. ↑  . 明報. 2022-08-02  [2022-08-03]. （原始内容存档于2022-08-03）.
48. ↑  . 中華民國國防部. 2022-08-02  [2022-08-02]. （原始内容存档于2022-08-02）.
49. ↑  游凱翔. 林克倫 , 编. . 中央社. 2022-08-02  [2022-08-02]. （原始内容存档于2022-08-02）.

1. ↑  Number built for Su-35S= 98,[1] Su-35SK= 24,[2] Su-35SE= 17,[3] total= 139.

## 外部連結
- 苏-35 发展历程 (Su-35) - 爱空军 iAirForce（页面存档备份，存于）
- MILAVIA Aircraft - Sukhoi Su-27M (Su-35) "Super Flanker"（页面存档备份，存于）
- Stealth design SU-35 aircraft, enhanced Radar Evasion Capabilities（页面存档备份，存于）
- SU-35 all-weather counter-air fighter- Russian Military Analysis（页面存档备份，存于）
- Su-35 (Su-27M) Flanker-E - Globalsecurity.org（页面存档备份，存于）
- 2014珠海航展SU-35展示（页面存档备份，存于）
- 蘇霍伊原廠飛行場高清示範（页面存档备份，存于）